# Магнітна аномалія (фільм)
«Магнітна аномалія» (рос. «Магнитная аномалия») — український радянський кінофільм режисера Петра Чардиніна, поставлений 1923 року на Першій кінофабриці ВУФКУ. У формі сатиричної комедії фільм висміював бюрократів-зволікачів.
Сценарій стрічки був написаний у віршах. Фільм не зберігся.

## У ролях
| • І. Висоцький       | … | робітник        |
| • Костянтин Гарін    | … | інженер         |
| • Костянтин Ігнатьєв | … | голова завкому  |
| • Поляновська        | … | дочка інженера  |
| • Віктор Вікторов    | … | молодий інженер |
| • Бела Білецька      | … | друкарка        |